# Jacob Torstenson
Jacob Torstenson, född 1678, död 4 november 1715 i slaget vid Stresow, var en svensk greve och militär.

## Biografi
Jacob Torstenson var son till generalguvernör Anders Torstenson och grevinnan Christina Catharina Stenbock. Han var förare vid Dalregementet och blev fänrik där 1700, löjtnant samma år, löjtnant vid Livgardet 1702 och kapten där 1706. Torstenson följde Thomas Funck på dennes beskickning till Konstantinopel 1711 och blev samma år generaladjutant av flygeln. Han blev sekundöverste vid Östra skånska infanteriregementet 1712 och var tillförordnad chef för regementet 1712–1715.